# Whiting (Kansas)
Whiting – miasto w Stanach Zjednoczonych, w stanie Kansas, w hrabstwie Jackson.